# Trin
Trin (tot 1943 officieel in het Duits Trins) is een gemeente en plaats in het Zwitserse kanton Graubünden, en maakt deel uit van het district Imboden.
Trin telt 1142 inwoners.